# Любомир Андрейчин
Любомир Димитров Андрейчин е български езиковед и публицист, един от най-големите изследователи на българския език. Основоположник е на съвременната българска описателна граматика, занимава се основно с въпросите на българския книжовен език и стилистиката на съвременния българския език, ревностно отстоявайки употребата на правилните форми в писмената и говорната реч. Професор е в Софийския университет и член-кореспондент на БАН.

## Биография
Любомир Андрейчин е роден на 22 март 1910 г. в Габрово в семейството на Димитър Андрейчин, лесовъд, и Ангелина Андрейчина, има сестра Марта. Учи лесовъдство по настояване на баща си, но след първата година на обучението прекъсва и записва славянска филология в Историко-филологическия факултет на Софийския университет, която завършва през 1934 г., тъй като родният език за него е „онова, което винаги му е било на сърце“.
Специализира славянска филология в Славянския институт в Ягелонския университет в Краков. Там по-късно води лекции по български език (1931 – 1936) и става доктор по философия на Ягелонския университет (1936).
Завръщайки се в България, работи като коректор и редактор.
Асистент в СУ от 1941. Член е на БКП от 1945 г. Става доцент през 1946 г., а през 1950 г. – професор по съвременен български език в Катедрата по история на българския език на СУ. От 1951 г. е член-кореспондент на Българската академия на науките и ръководител на Секцията по съвременен български език, а от 1957 – и директор на Института за български език при БАН.
Създава служба „Езикови справки“ към БАН, чрез която езиковеди дават консултации по правописни и правоговорни въпроси. Дълги години води предаването „Родна реч“ по Българското национално радио.
Бил е против правописната реформа от 1945 г. за премахването на буквите „ят“ (ѣ) и „голям юс“ (ѫ).
В статия в списание "Български език" (1954, 3, с. 222-223) пише: “Борбата за по-висока езикова култура е първостепенна национална задача в живота на социалистическото общество. Тъкмо в условията на социалистическото общество може да бъде най-добре схваната нуждата от такава борба [...] В труда на Й.В.Сталин “Марксизмът и въпросите на езикознанието” беше направено принципно разграничение между речниковата и граматическата страна на езика. По този начин речниковият състав на езика беше осветлен ясно, както никога досега откъм своята роля и специфика в строежа на езика [...] Даденото от Сталин теоретическо изясняване на речниковата страна на езика ще допринесе несъмнено и за изясняване на редица важни практически въпроси на езиковата култура. Сега пред езикознанието и пред методиката на езиковото обучение стои задача с огромна важност – да се открият върху основата на сталинското езикознание пътища и средства за по-конкретна и плодоносна работа при усвояването на речниковия материал”.

## Семейство
Женен за Надежда Андрейчина.

## Награди и отличия
- Орден „Кирил и Методий" II ст. (1957) и I ст. (1959, 1963)
- Орден „Народна република България“, III степен (1970)

## Посмъртно признание
В чест на постиженията и в памет на приноса на знаменития лингвист към изучаването и описването на родния ни език на негово име е наречен Институтът за български език (ИБЕ) „Проф. Любомир Андрейчин“ към БАН, който играе регулираща и нормативна роля по въпросите на българския език.
На професор Любомир Андрейчин е наречена улица в квартал „Драгалевци“ в София (Карта).